# Et Nietzsche a pleuré
Pour les articles homonymes, voir Nietzsche (homonymie).
Et Nietzsche a pleuré est un roman d'Irvin D. Yalom, professeur émérite de psychiatrie à l'université  Stanford, et psychothérapeute existentialiste. L'action se déroule principalement à Vienne, en Autriche, au cours de l'année 1882, et raconte la rencontre fictive, orchestrée par Lou Salomé, du docteur Josef Breuer et du philosophe Friedrich Nietzsche. C'est une évocation romanesque de la naissance de la psychanalyse et de celle de la philosophie de Nietzsche. On y rencontre certaines des principales personnalités de la fin du XIXe siècle à Vienne.

## Intrigue
Le roman commence dans un café à Venise. Le Dr Josef Breuer y attend Lou Salomé. Elle lui a écrit une lettre selon laquelle l'avenir de la philosophie allemande est en jeu. Elle l'informe aussi que Friedrich Nietzsche, proche du suicide, a désespérément besoin d'aide. Breuer propose à Nietzsche un pacte. Il tentera de guérir ce dernier de ses terribles migraines et en contrepartie, Nietzsche l'aidera à surmonter ses obsessions pour une patiente dont il soigne l'hystérie, Bertha Pappenheim (Anna O). Influencé par les idées révolutionnaires de son jeune disciple Sigmund Freud, Josef Breuer expérimente ce qui donnera naissance à la psychanalyse. Grâce à leur relation hors du commun, ils vont changer complètement leur vision de la vie. Le roman suggère une explication des motivations qui ont conduit Friedrich Nietzsche à écrire son célèbre livre, Ainsi Parlait Zarathoustra,,,.

## Les références à des personnalités
Le livre de Yalom est une fiction romanesque, mais contient de nombreuses références à l'histoire et à des personnages historiques : Josef et Mathilde Breuer, Friedrich Nietzsche, Lou Salomé, Sigmund Freud, Bertha Pappenheim, Paul Rée. Il mentionne également Franz Overbeck, et le compositeur Richard Wagner.

## Les adaptations
En 2007, le roman de Yalom a été adapté au cinéma (en anglais, avec un titre homonyme) par le réalisateur Pinchas Perry, avec Armand Assante, Ben Cross et Katheryn Winnick dans les rôles principaux. Ce film du cinéma indépendant américain a été tourné en Bulgarie,.
Il existe aussi une pièce de théâtre (en espagnol) fondée sur le roman, adaptée par Luciano Cazaux (acteurs et auteur argentin). Les rôles de Friedrich Nietzsche et de Josef Breuer sont joués par les acteurs Luciano Suardi et Claudio Da Passano,,.